# Trey Azagthoth
Trey Azagthoth, nacido  como George Michel Emmanuel III (Bellingham, Washington, 26 de marzo de 1965) es un músico y compositor estadounidense. Es guitarrista en la banda de death metal Morbid Angel. Fundó la banda en 1984 y desde entonces ha permanecido el miembro y compositor principal del grupo.

## Biografía
Emmanuel nació el 26 de marzo de 1965 en Bellingham, Washington y creció en Tampa, Florida, en una familia bautista. Comenzó a tocar la guitarra, a la edad de 16, cuando recibió su primera guitarra, una BC Rich Ironbird. Más tarde compró unos pedales de efectos, incluyendo un Morley Wah. En 1982 Emmanuel formó su primera banda llamada Ice con un amigo de la escuela secundaria, Mike Browning, y juntos tocaron versiones de grupos de heavy metal como Black Sabbath o Iron Maiden.

## Carrera musical

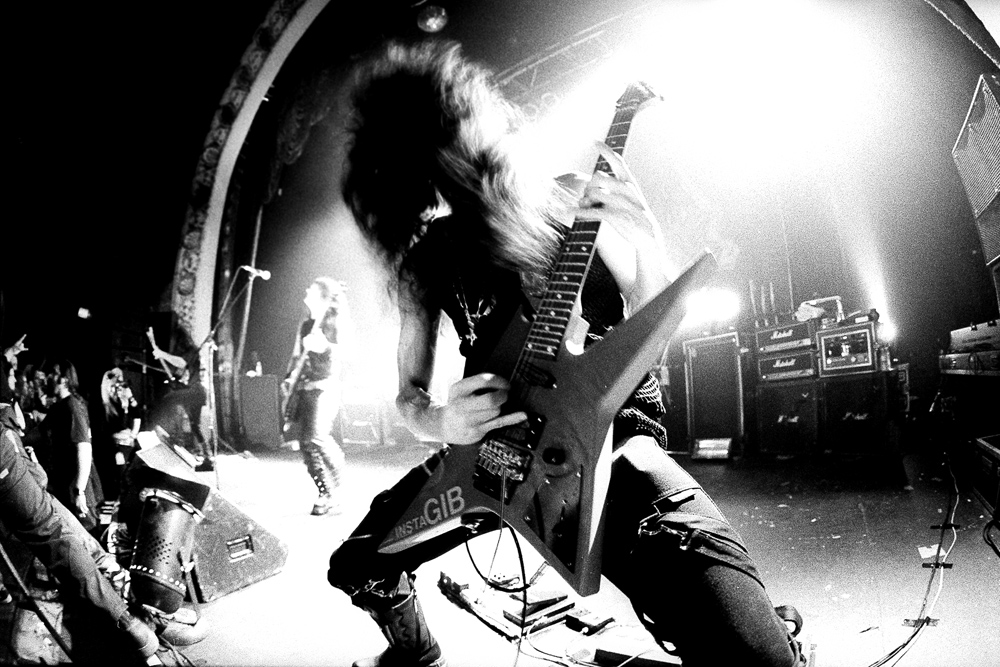
Morbid Angel en directo en 2006

### Morbid Angel
Artículo principal Morbid Angel.
Tras su graduación en 1983, Emmanuel fundó su segunda banda llamada Heretic y comenzó a escribir sus primeras canciones. En 1984 la banda cambió su nombre por Morbid Angel y Emmanuel adoptó el apodo Trey Azagthoth. El nombre Trey se refiere al número "III" (el tercero) y Azagthoth a la deidad ficticia Azathoth que aparece en los relatos Los Mitos de Cthulhu y el Ciclo del Sueño. A lo largo de los años y a pesar de los numerosos cambios de personal en la banda Azagthoth ha permanecido un miembro permanente y el principal compositor de la banda. Musicalmente y líricamente, Azagthoth basa mucha de su inspiración en las obras literarias de H.P. Lovecraft, el ocultismo, los videojuegos y el anime.

### Chewing Inc.
Entre los finales de los años 90 y los principios de 2000, Azagthoth trabajó con el guitarrista Mike Davis del grupo Nocturnus a un proyecto de música instrumental. Azagthoth grabó varias canciones para una maqueta. Sin embargo, este proyecto fue abandonado rápidamente.

## Estilo Musical
Cuando Azagthoth comenzó a tocar la guitarra, primero aprendió a tocar los riffs de bandas como Black Sabbath, Mercyful Fate, Van Halen, Slayer o Judas Priest y, después, desarrolló su propio estilo. Entre sus influencias y fuentes de inspiración, cita Tony Iommi, Jimi Hendrix, Wolfgang Amadeus Mozart, Randy Rhoads, Michael Schenker y Eddie Van Halen.
Su estilo de solos se caracteriza por el uso del trémolo, el tapping, intervalos disonantes y tritonos. También utiliza pedales de efecto como el armonizador, flanger, phaser, wah y delay para lograr un sonido distinto. En una entrevista Azagthoth describió su técnica como sigue:

""Ha sido una evolución, a partir de la identificación de los estilos musicales con los que crecí y la construcción de relaciones con estas corrientes puras. Creo que en ese momento yo usé esa técnica que se llama visualización creativa: Usando mi mente y mi imaginación accedo a un lugar más profundo dentro de mí mismo, me abre y me dejo llevar por las sensaciones que salen de los altavoces. Entonces no estoy pensando en términos de notas y claves, sino simplemente estoy montando las olas."

Su estado mental a la hora de realizar sus solos es a lo que se refiere a como el "Templo de Ostx". Una colección de algunos de sus famosos solos de guitarra del sexto álbum de Morbid Angel "Fórmulas fatal to the flesh" fueron puestos en un lado B titulado "Love of Lava", que más tarde se incluyeron en el segundo disco del octavo álbum de la banda, " Heretic ".
Decibel Magazine le otorgó el número 1 en su lista los 20 mejores guitarristas del Death metal. Recientemente fue incluido en el listado de los 50 guitarristas más rápidos de la revista Guitar World.

## Equipamiento musical
Azagthoth utiliza varias guitarras con seis y siete cuerdas de marcas como BC Rich, Dean, Ibanez y Jackson. Todas están equipadas con un puente flotante y pastillas DiMarzio. Los modelos con seis cuerdas son generalmente de forma explorer, V o X, mientras que aquellos con siete cuerdas son principalmente superstrats Ibanez. Sus guitarras están afinadas para D# y A# estándar. Su colección, tanto del pasado como actual, incluyen las siguientes guitarras:
- B.C. Rich Ironbird
- Charvel 375XL
- Charvel Explorer
- Charvel Star
- Dean V X-Core
- Dean Astro-X
- Hamer Flying V
- Gibson Flying V
- Ibanez RG7
- Ibanez UV7BK
- Jackson Warrior
- Washburn RR

Para la amplificación Azagthoth utiliza principalmente cabezas Marshall como el JCM 800 y 900 y gabinetes 4 x 12 " y usa una unidad de distorsión ProCo Rat para aumentar su señal. Además, Azagthoth utiliza una serie de efectos como un procesador TC Electronic G Major, un Morley Bad Horsie, un MXR Phase 90 y un Locobox Flanger. En el pasado, Azagthoth utilizaba un procesador de Eventide.

## Vida personal
Aparte de la música, Emmanuel tiene una pasión por el anime, los videojuegos, las armas, las artes marciales, la naturaleza, el ocultismo y la espiritualidad. En 2003, creó un nivel para el videojuego Doom llamado "Chambers de Dis" ("las Cámaras de Dite"). Este nivel se ha podido descargar en su página de Myspace y está disponible en el sitio web de Morbid Angel.

## Discografía
Morbid Angel
- 1986 - Scream Forth Blasphemies (maqueta)
- 1986 - Bleed for the Devil (maqueta)
- 1986 - Total Hideous Death (maqueta)
- 1987 - Thy Kingdom Come (maqueta)
- 1988 - Thy Kingdom Come (Single)
- 1989 - Altars of Madness
- 1991 - Blessed Are the Sick
- 1991 - Abominations of Desolation (maqueta)
- 1993 - Covenant
- 1994 - Laibach Remixes (EP)
- 1995 - Domination
- 1996 - Entangled in Chaos (Álbum vivo)
- 1998 - Formulas Fatal to the Flesh
- 2000 - Gateways to Annihilation
- 2003 - Heretic
- 2011 - Nevermore (Single)
- 2011 - Illud Divinum Insanus
- 2017 - Kingdoms Disdained